# Droga krajowa B61 (Austria)
Droga krajowa B61 (Günser Straße) – droga krajowa we wschodniej Austrii. Arteria łączy pośrednio Wiedeń (dzięki Burgenland Straße oraz S31) z węgierskim miastem Szombathely. Droga jest jedno-jezdniowa i prowadzi z miasta Oberpullendorf do dawnego przejścia granicznego z Węgrami. Na terenie Węgier kontynuacją B61 jest tamtejsza droga nr 87.